# Скроб
Скроб (лат. amylum) је природни полисахарид опште формуле . Налази се у плодовима, семену, корену, кртолама и листовима биљака. То је један од основних састојака хране и производе га искључиво биљке, којима скроб служи као резервна енергија. По улози и структури је сличан гликогену који исту функцију обавља код животиња.
Чист скроб је бео, безукусан и безмирисан прах, који је нерастворан у хладној води или алкохолу. Он се састоји од два типа молекула: линеарне и хеликсне амилозе и разгранатог амилопектина. У зависности од биљке, скроб се генерално састоји од 20 до 25% амилозе и 75 до 80% амилопектина по тежини. Гликоген, глукозна залиха животиња, је у већој мери разграната верзија амилопектина.
У индустрији, скроб се конвертује у шећере, на пример претвара се у слад, и ферментише се да би се произвео етанол при производњи пива, вискија и биогорива. Обрађује се како би се произвели многи шећери који се користе у прерађеној храни. Мешањем већине скробова у топлој води производи се паста, као што је пшенична паста, која се може користити као средство за згушњавање, укрућивање или лепљење. Највећа индустријска непрехрамбена употреба скроба је као лепка у процесу израде папира. Скроб се може применити на делове поједине одеће пре пеглања, да би се укрутила.

## Историја
Зрна скроба из ризома шевара као брашно су идентификована са млинског камења у Европи које потиче од пре 30.000 година. Скробна зрна из сирака су нађена на млинском камењу у пећинама у Нгалу, Мозамбик, која су стара више од 100.000 година.
Чиста екстрахована пшенична скробна паста је коришћена у древном Египту вероватно за лепљење папируса. Екстракција скроба је први пут описана у Историји природе Плинија Старијег око 77–79. године. Римљани су га такође користили за у козметичким кремовима, за пудерисање косе и згушњавање сосева. Персијци и Индијци су користили скроб за прављење јела сличних са готхумајском пшеничном алвом. Пиринчани скроб као површински третман папира је кориштен у продукцији папира у Кини од 700. године.

## Индустрија скроба
Поред скробних биљака које се директно конзумирају, до 2008. године се годишње производило 66 милиона тона скроба широм света. У 2011. години производња је повећана на 73 милиона тона.
У ЕУ скробна индустрија је произвела око 8,5 милиона тона у 2008. години, од чега је око 40% кориштено за индустријске апликације и 60% је имало прехрамбену примену, превасходно у виду глукозних сирупа. Године 2017. је ЕУ продукција била 11 милиона тона од чега је 9,4 милиона тона било конзумирано у ЕУ. Од тога су 54% сачињавали скробни заслађивачи.
САД су произвеле око 27,5 милиона тона скроба у 2017. години, од чега око 8,2 милиона тона високофруктозног сирупа, 6,2 милиона тона глукозних сирупа и 2,5 милиона тона скробних производа. Остатак скроба је кориштен за продукцију етанола (1,6 милијарди галона или 7,3 милијарди литара етанола).

## Енергетске залихе биљака
Већина зелених биљки користи скроб као енергетску залиху. Сувишна глукоза се мења у скроб, који је комплекснији од глукозе. Изузетак је фамилија Asteraceae (астре, бела рада и сунцокрети), где је скроб замењен фруктаном инулином. Фруктани који су слични инулинима су исто тако присутни у травама као што је пшеница, у црном и белом луку, бананама, и шпаргли.
При фотосинтези, биљке користе енергију светлости да формирају глукозу из угљен-диоксида. Глукоза се користи за генерисање хемијске енергије неопходне за општи метаболизам, за формирање органских једињења као што су нуклеинске киселине, липиди, протеини и структурни полисахариди као што је целулоза, или се складишти у облику скробних гранула, у амилопластима. При крају сезоне раста, скроб се акумулира у гранчицама дрвећа у близини пупољака. Плод, семе, ризоми, и кртоле складиште скроб у припреми за следећу сезону раста.
Глукоза је растворна у води, хидрофилна је, везује се за воду и при томе заузима знатан простор, и она је осмотички активна; глукоза у облику скроба, с друге стране, није растворна, те стога није осмотички активна и може се компактније складишти.
Молекули глукозе су везани у скробу путем алфа веза које се лако хидролизују. Исти тип везе се налази у животињском складишном полисахариду гликогену. То је у контрасту са многим структурним полисахаридима као што је хитин, целулоза и пептидогликан, који су везани бета везама и стога су у већој мери отпорни на хидролизу.

### Стварање скроба
Асимилациони (примарни) скроб настаје у фотосинтетском ткиву биљака (хлоропластима). Примарни производ фотосинтезе је глукоза, али она се кондензује у нерастворљиви скроб. Током ноћи он се постепено разграђује и транспортује у друга ткива, а тамо се у амилопластима изграђују зрнца резервног скроба. Тај скроб је главни извор енергије у исхрани људи и домаћих животиња. Кртола кромпира садржи око 30%, а пшенична зрна и до 70% скроба.

### Биосинтеза
Биљке производе скроб тако што прво конвертују глукозу 1-фосфат до АДП-глукозе користећи ензим глукоза-1-фосфат аденилилтрансфераза. За овак корак је неопходна енергија у облику АТП. Ензим скробна синтаза затим додаје АДП-глукозу путем 1,4-алфа гликозидне везе на растући ланац глукозних остатака, ослобађајући АДП и креирајући амилозу. АДП-глукоза се додаје на нередукујући крај амилозног полимера, као УДП-глукоза се додаје на нередукујући крај гликогена током гликогенске синтезе.
Ензим скробног разгранавања уводи 1,6-алфа гликозидне везе између амилозних ланаца, креирајући разгранати амилопектин. Ензим скробног одграњавања изоамилаза уклања део тих грана. Постоји неколико изоформи тих ензима, што доводи до веома комплексног синтетичког процеса.
Гликоген и амилопектин имају сличне структуре, али каснији има око једну тачку гранања на десет 1,4-алфа веза, у поређењу са око једном тачком гранања на тридесет 1,4-алфа веза у амилопектину. Амилопектин се синтетише из АДП-глукозе, док сисари и гљиве синтетишу гликоген из УДП-глукозе; у највећем броју случаја, бактерије синтетишу гликоген из АДП-глукозе (аналогно са скробом).
Осим синтезе скроба у биљкама, скроб може да буде синтетисан из непрехрамбеног скроба посредством ензимског коктела. У том ванћелијском биосистему, бета-1,4-гликозидном везом повезана целулоза се делимично хидролизује до целобиозе. Целобиозна фосфорилаза се разлаже до глукоза 1-фосфата и глукозе; други ензим кромпира алфа-глукан фосфорилаза (ЕЦ 2.4.1.-) може да дода глукозну јединицу из глукоза 1-фосфорилазе на нередукујући крај скроба. У њој се фосфат интерно рециклира. Други продукат, глукоза, може да асимилира квасац. Овај безћелијски биопроцес не захтева скуп хемијски или енергетски унос, може се одвијати у воденом раствору, и не доводи до губитака шећера.

## Састав
Скроб представља смесу два полисахарида, амилозе и амилопектина. То су полимери моносахарида D-глукозе, а разликују се у начину везивања глукозних јединица. Амилоза има једноставнију грађу. Чини је неколико хиљада мономера повезаних α(1→4) гликозидном везом у дуге ланце. Амилопектин је разгранат и састоји се од главног и бочних ланаца. Главни ланац чине молекули глукозе повезани α(1→4) гликозидном везом, док се на сваких 20-30 остатака јавља бочни ланац (исте структуре) спојен α(1→6) гликозидном везом. Скроб садржи око 1/5 амилозе и 4/5 амилопектина.
У хладној води, алкохолу и етру скроб је нерастворљив, док у врућој води даје густ колоидни раствор (тзв. скробни лепак). Скробна зрнца имају карактеристичан облик за сваку биљку, а промер им износи 2-150 ηm. Састављена су од воде (10-20%), масних киселина и фосфолипида (0,5-0,8%), протеина (0,1-0,5%), пепела, фосфора и других елемената. 
Опна скробног зрнца је грађена од амилопектина, а унутрашњост од амилозе. Испитивањима је утврђено да зрнца имају семикристалну грађу, односно да поседују аморфна (неуређена) и кристална (уређена) подручја у којима су полимерни ланци повезани водониковим везама. Кристаличност се повезује са амилопектинском компонентом скробне грануле, док се амилозна компонента повезује са неуређеним или аморфним подручјем.
Под деловањем киселина и ензима скроб се може потпуно разградити у глукозу, а међупродукти ове реакције су декстрини и малтоза.

## Употреба
Чисти изоловани скроб се добија из кромпира или житарица испирањем водом, а употребљава се у индустрији папира (као лепак), у прехрамбеној индустрији (као средство за згушњавање и желатинизацију), у козметици (пиринчани скроб као пудер), у текстилној, металној и фармацеутској индустрији, као реагенс за јод итд.

## Скробни сируп
Скробни сируп је густа течна безбојна маса, која се добија хидролизом скроба. Садржи 20-40% малтозе, 12-20% глукозе и до 35% декстрина. Употребљава се у производњи ликера и кондиторских производа.